# George Washington Donaghey
George Washington Donaghey, né le 1er juillet 1856 à la paroisse de l'Union (Louisiane) et mort le 15 décembre 1937 à Little Rock (Arkansas), est un homme politique démocrate américain. Il est gouverneur de l'Arkansas entre 1909 et 1913.

## Sources
- (en) Cet article est partiellement ou en totalité issu de l’article de Wikipédia en anglais intitulé « George Washington Donaghey » (voir la liste des auteurs).